# Chlorochaeta biviaria
Chlorochaeta biviaria là một loài bướm đêm trong họ Geometridae.